# جان ألان بومسونغ
جان ألان بومسونغ (بالفرنسية: Jean-Alain Boumsong)‏ (14 ديسمبر 1979 في دوالا) لاعب كرة قدم فرنسي يلعب حاليا لصالح نادي ليون الفرنسي في مركز قلب الدفاع .

## المسيرة الرياضية مع الأندية

### البدايات
بدأ مسيرته الرياضية في نادي لوهافر ثم انضم إلى نادي أوكسير . كان المدير الفني الفرنسي لفريق ليفربول الإنجليزي جيرارد هولييه يتابع بومسونغ لفترة طويلة ولكنه فشل في التعاقد معه . بعد انتهاء العقد الذي يربطه بنادي أوكسير استطاع كشاف المواهب المتواجد في إمارة موناكو ويلي جد لبومسونغ عرض مغري من نادي رينجرز الاسكتلندي وبالفعل تم توقيع العقد .

### رينجرز
انضم بومسونغ إلى نادي رينجرز صيف سنة 2004 تحت قيادة المدير الفني أليكس مكليش موقعا على عقد يمتد لخمس سنوات . استطاع بومسونغ أن يتأقلم مع الأجواء داخل وخارج الملعب وأظهر مهارات كبيرة في مركزه المفضل قلب الدفاع مما زاد من عدد الإشاعات بأن أيامه في نادي رينجرز أصبحت معدودة بإظهار بعض الأندية الأوروبية الكبيرة اهتمامها بالتعاقد معه . لم يستطع مسئولو نادي رينجرز رفض العرض الرسمي المقدم من نادي نيوكاسل يونايتد الإنجليزي الذي تولى تدريبه غرايم سونيس مؤخرا بقيمة 8 ملايين جنيه إسترليني والذي كان في منتصف موسم 2004/2005 وبالفعل تمت الصفقة في يناير 2005 .

### نيوكاسل يونايتد
وقع بومسونغ على عقد يربطه بنادي نيوكاسل يونايتد لخمس سنوات ونصف . أداء بومسونغ في المباريات الأولى كانت مبشرة بالخير ولكنه ارتكب خطأين قاتلين أمام فريق مانشستر يونايتد في بطولة الدوري الممتاز . وفي الموسم التالي عانى بومسونغ من الكثير من المشاكل الشخصية التي أثرت على مستواه داخل الملعب مما جعل وسائل الإعلام الرياضية تسائل عن ما إذا كان يستحق دفع هذا المبلغ الكبير في حقه .

### يوفنتوس
في 22 أغسطس 2006 انضم بومسونغ إلى نادي يوفنتوس الإيطالي في الدرجة الثانية مقابل 4.8 مليون يورو مع مبالغ إضافية في حال ساعد الفريق على الصعود مجددا إلى الدرجة الأولى . في سبتمبر 2006 سجل بومسونغ أول أهدافه مع فريق يوفنتوس في مرمى فريق كروتوني والتي انتهت بفوز فريق يوفنتوس 3-0 . الهدف الثاني والأخير الذي سجل بومسونغ لصالح فريقه يوفنتوس كان في مرمى إنتر ميلان في بطولة كأس إيطاليا في 23 يناير 2008 .

### ليون
في 24 يناير 2008 وافق بومسونغ على الانتقال إلى نادي ليون الفرنسي حيث وقع على عقد يمتد لثلاث مواسم ونصف . وصرح بومسونغ بأنه قرر الانتقال إلى نادي ليون من أجل زيادة فرصة انضمامه إلى صفوف منتخب فرنسا الذي سيشارك في نهائيات بطولة كأس الأمم الأوروبية 2008 التي أقيمت في النمسا وسويسرا معا .

## المسيرة الرياضية مع المنتخبات
شارك بومسونغ في أول مباراة دولية مع منتخب فرنسا في مواجهة منتخب اليابان وديا في 20 يونيو 2003 ونتيجة لأدائه العالي انضم لتشكيلة منتخب فرنسا الذي شارك في نهائيات بطولة كأس الأمم الأوروبية 2004 التي أقيمت في البرتغال . ولعب بومسونغ بديلا في مباراة واحدة فقط من أصل 4 مباريات لعبها منتخب فرنسا .
في تصفيات كأس العالم 2006 أصبح لاعبا أساسيا بالتشكيلة وبالتالي تم استدعائه للمشاركة في نهائيات بطولة كأس العالم 2006 التي أقيمت في ألمانيا ولكنه لم يشارك في أي مباراة إن كان أساسيا أو بديلا بسبب عودة ليليان تورام .
انضم بومسونغ إلى تشكيلة منتخب فرنسا الذي شارك في نهائيات بطولة كأس الأمم الأوروبية 2008 التي أقيمت في النمسا وسويسرا معا ولكنه لم يشارك سوى في مباراة واحدة في مواجهة منتخب إيطاليا بديلا لسمير ناصري بسبب طرد قلب الدفاع الأساسي ايريك أبيدال .

## الحياة الشخصية
أخ جان ألان بومسونغ الأصغر وهو يانيك بومسونغ كان سابقا لاعب كرة قدم محترف كما أنه قريب ديفيد نغوغ الذي يلعب حاليا لصالح نادي ليفربول .
بومسونغ حاصل على شهادة جامعية في تخصص الرياضيات .
تزوج بومسونغ من جولييت ولديه منها ابنة اسمها إيفا ولدت في 12 ديسمبر 2007 .

## روابط خارجية
- جان ألان بومسونغ على موقع ميوزك برينز (الإنجليزية)

- جان ألان بومسونغ على موقع الاتحاد الدولي (مؤرشف)  (الإنجليزية)
- جان ألان بومسونغ على موقع الاتحاد الأوربي (الإنجليزية)
- جان ألان بومسونغ على موقع قاعدة بيانات كرة القدم.إي يو (الإنجليزية)
- جان ألان بومسونغ على موقع ليكيب (الفرنسية)
- جان ألان بومسونغ على موقع ناشيونال فوتبول تيمز (الإنجليزية)
- جان ألان بومسونغ على موقع Soccerbase.com (لاعب) (الإنجليزية)
- جان ألان بومسونغ على موقع Soccerway.com (الإنجليزية)
- جان ألان بومسونغ على موقع عالم كرة القدم.نت (الإنجليزية)
- جان ألان بومسونغ على موقع AS.com (الإسبانية)